# 暗い絵
『暗い絵』（くらいえ）は、1946年（昭和21年）に発表された野間宏の短編小説である。
日中戦争勃発前、苦悩する左翼学生の姿を描き、観念と自我の問題を追究した。

## 概要
戦後日本文学を代表する作家の一人である野間宏により敗戦直後の1945年12月に執筆され、翌1946年、青年文化会議（丸山真男・内田義彦・瓜生忠夫ら当時の若手研究者が参加していた文化団体）が編集する総合雑誌『黄蜂』に掲載された後、宮本百合子・平野謙らから高い評価を受けた。日中戦争勃発直前の「暗い花ざかり」と表現された時代の青春を描いた作品であり、主人公の京都帝大生・深見は、京大文学部仏文科を卒業後、召集中の治安維持法違反による検挙を経て、敗戦直前には軍需工場（国光製鎖鋼業）の勤労課に勤務していた野間自身、登場人物の永杉・木山らは、日中開戦前後の非合法学生サークル「京大ケルン」での活動により弾圧・獄中死した野間の友人（永島孝雄・布施杜生ら）をそれぞれモデルとしていることから、自伝的性格を持った作品でもある。本作品は野間の本格的な小説第一作であり、彼はこの作品で一躍戦後派第一世代の旗手と目されるに至った。

ブリューゲル「反逆天使の墜落」

## あらすじ
太平洋戦争末期、大阪の軍需工場に勤務する深見進介は、自分の住む寄宿舎に空襲の火災が及び、愛蔵するブリューゲルの画集が炎に包まれ焼けていくのを目前にしながら、なすすべもなくそれを見守るだけであった。そして彼は、その画集を貸し与えてくれた亡き友人のことを回想する…。
日中戦争勃発直前の京都、大学生であった深見の周囲に集う友人たちは、たとえ一瞬の間であろうと「革命の旗を立てる」ことだけを目的に左翼運動に青春を賭け、次々に弾圧と獄死の運命をたどっていく。彼はそのなかで友情と運動、恋愛の板挟みに悩み苦しみつつも自分の進むべき道を思い定めていくのであった。

## 登場人物

### 主人公と家族、その恋人
深見進介
京都帝国大学経済学部学生。友人からは「顎」と呼ばれ、また蒟蒻のおでんが好物であることから「深見の蒟蒻か、蒟蒻の深見か」と言いはやされている。実家からの仕送りが少なくアルバイトにもありつけないこともあって経済的に苦しい日々を送る一方で、北住由紀とは恋の決着を迫られ、また日中戦争直前の息詰まるような厳しい政治状況のなかで、今後自分が進むべき道は何なのかを思い定めようとしている。あまり余裕のない生活を送っていることから、自分は他の豊かな学生よりも金銭について切実な考えを持っていると自負している。かなり我の強い性格で特に小泉らのグループとの間で心理的な軋轢を引き起こす一方、より急進的な永杉らのグループには同志的友情を感じながらもその「仕方のない正しさ」に違和感を覚えている。激すると涙を流すことがある。
1945年時点においては大阪の軍需工場に勤務し、ある部門の責任者の地位にある。
深見の父
大阪府庁の下級官吏。深見の母の病気のためあまり仕送りを送ってやれないこと、「思想問題に注意していたずらに徒党に与せぬ」ようにとの旨を書き送ってくる。
北住由紀
深見の恋人で小柄な愛くるしい女性。大阪で教員をしている。最近の深見の情熱の高まりに圧迫感を覚え、次第に距離を置こうとしており、別れを告げる手紙を送ってきた。

### 食堂の親父とその家族
鼻の親父
吉田神社の麓の食堂の親父で深見からは秘かに「鼻」と呼ばれている。学生への金貸しを兼業しており、一見物腰は柔らかであるが深見が食費の付け払いの猶予を求めてきたのをきっぱりと拒絶し、彼に屈辱感を味わわせる。
千代子
「鼻の親父」の娘で食堂を切り盛りしている清楚な女性。夫には先立たれている。親父と違って深見ら学生に細やかな気遣いを見せ、彼らから人気がある。
君ちゃん
千代子の娘。食事にやってきた深見に「おみやげ」をねだる。

### 学生共済会委員たち
食堂の奥の間で駄弁っている深見の経済学部の同級生たち。「共同の敵」とも見なす深見が食堂にやってきたのを冷やかすが、深見に「革命家諸君」と逆襲されて激高し、険悪な雰囲気になる。両者の対立は、彼らがあまり自分たちと打ち解けようとしない深見から心理的圧迫を感じ取っていることに加え、彼が自分たちよりも急進的な永杉の一派に近づいているからという理由によるものであるが、しかしその一方で深見の境遇に同情し、政治運動への深入りを心配している面もある。深見もまた彼らが活動家として優れており良心的であることを認めつつも、どうしてもなじむことができない。「パンフレット読み」と呼ばれ、永杉らからはその左翼としての理論的・思想的な浅薄さを嘲られている。
小泉清
一座のリーダー格の学生。永杉らとは異なって政治的にはより穏健な立場であり、自分が「合法主義者」と呼ばれていることを自覚している。近く予想される「日支の衝突」は日本の資本主義体制の危機ではないため、したがって左翼運動は今しばらく時機を待つべきであるとの判断を持っている。深見が永杉らのグループに深入りすることを心配し、永杉らに警察の弾圧の手が及びつつあることに気遣いを見せるが、永杉からは時局に対する日和見な態度を厳しく批判されている。
谷口順次
青森の地主の息子で経済的には余裕があり、深見に金を貸したこともある。やや軽薄な性格で深見と千代子の仲を冷やかすが、逆に深見から「リッチモンド・バア」の「エロ・サーヴィス」目当てで通い詰めていることを揶揄されたため、深見の恋愛はどうなのかと反論する。
赤松三男
深見にアルバイトの紹介を頼まれている世話好きの学生。学生の間を飛び回って皆の意見をまとめる一方で、学外では農民組合と連絡を持ち地道なオルグ活動に励んでいる。女学生の家庭教師のアルバイトをしている。深見の境遇に同情し、共済会にアルバイトの口を催促するよう助言する。
美沢多一郎
小説を書いている文学青年。お人好しでひょうきんなムードメーカー。鼻の親父に外套を質入れして金を借りている。
江後保
関西弁を話すのんびりした学生。

### 洛東アパートの仲間たち
永杉英作
羽山純一
木山省吾

## 書誌情報
1946年4月から10月にかけて雑誌『黄蜂』に発表（4・8・10月に掲載）され、翌1947年10月に本作品を含む小説集『暗い絵』が「アプレゲール・クレアトリス叢書」第一冊として真善美社で刊行された。同書は野間の最初の単行本である。
以下は主な再刊版
- 『暗い絵・崩解感覚』新潮文庫（平野謙解説）、1955年、のち改版
- 『暗い絵・第三十六号』旺文社文庫（白川正芳解説）、1974年
- 『暗い絵・顔の中の赤い月』講談社文芸文庫（紅野謙介解説・年譜・著書目録）、1989年、改版2010年
- 『野間宏作品集1　暗い絵　崩解感覚』岩波書店、1987年